# NGC 3009
NGC 3009 je galaksija u zviježđu Velikom medvjedu.

## Vanjske poveznice
- SEDS: NGC 3009